# Utrikespolitiska föreningen i Lund
Utrikespolitiska föreningen, Lund (UPF) är en religiöst och politiskt obunden studentförening med syfte att främja debatt kring internationella frågor och höja Lundastudenters medvetenhet om omvärlden. Föreningen bildades den 8 februari 1935 av Akademiska Föreningen och Gösta Lindeberg. Den senare blev föreningens första ordförande. Föreningen har under årens lopp varit knuten till Förenta nationerna och Röda korset, men är sedan 1980-talet helt fristående. Sedan 1997 är UPF medlem i Utrikespolitiska förbundet Sverige, varav Lundaföreningen är en av de största. Antalet medlemmar i föreningen varierar mellan åren och idag har föreningen runt 700 medlemmar. Föreningen hade som minst endast två dussin medlemmar på 1970-talet tillsammans med ett par föreläsningar per termin.
Föreningens leds av en styrelse och verksamheten sker främst genom de nio kommittéerna: Activity, Career, Lecture, Magazine, PR, Pod & Radio, Travel, Webzine och Debate. Som namnen på kommittéerna indikerar har UPF en gedigen verksamhet som inkluderar allt från att anordna föreläsningar, publicera tidningen The Perspective i både tryckt form och nätupplaga, sända radio till att arrangera studieresor runt om i världen. Därtill erbjuder föreningen sina medlemmar karriärsförberedande aktiviteter genom ett mentorskapsprogram och en "prep course".
I Mentorskapsprogrammet ges studenter möjlighet att ha en mentor, yrkesverksam inom svensk utrikesförvaltning, under ett år. Som del i programmet besöker adepten sin mentor på dennes arbetsplats var än i världen mentorn befinner sig. Prep coursen är en förberedande intensivkurs för studenter med ambitionen att komma in på UD:s diplomat- och aspirantprogram. Både mentorskapsprogrammet och prep coursen ges i samarbete med Diplomatiska klubben i Lund.
Medlemstidningen The Perspective Magazine utkommer fyra gånger per år och har en upplaga på under ca 800 exemplar som skickas ut gratis till varje medlem. I varje nummer belyses ett särskilt utrikespolitiskt tema. Nätupplagan The Perspective Webzine publicerar två artiklar i veckan och har omkring 3000 unika besökare i månaden. Till medieutskotten hör även The Perspective Radio som vunnit Stora radiopriset i kategorin ”bästa närradio” tre gånger (2006, 2007 och 2010). All verksamhet i UPF sker på ideell basis. 
Bland föreningens föredragshållare finns namn som före detta generalsekreteraren för FN Kofi Annan, Nobelpristagaren Shirin Ebadi och utrikesminister Carl Bildt. Nästan alla svenska utrikesministrar har sedan grundandet 1935 någon gång besökt UPF. Föreningen har också flera namnkunniga alumner som Ingvar Carlsson, Gellert Tamas och Olof Ruin. De två senare satt även i styrelsen.
Föreningens ordförande för verksamhetsåret 2024-2025 är Edwina Magnus.

## Ordförande genom åren
- 2024/2025 Edwina Magnus
- 2023/2024 Claudia Muñoz-Rojas
- 2022/2023 Annie Anderek
- 2021/2022 Henrietta Kulleborn
- 2020/2021 Soha Kadhim
- 2019/2020 Jesper Olsson
- 2018/2019 Michal Gieda
- 2017/2018 Ebba Coghlan
- 2016/2017 Kajsa Fernström Nåtby
- 2015/2016 Anahita Nicoobayan Shiri
- 2014/2015 Emelie Muñoz
- 2013/2014 Rasmus Kjulin
- 2012/2013 Lana Goral
- 2011/2012 Fredrik Beckvid Tranchell
- 2010/2011 -
- 2009/2010 Gustaf Salomonsson
- 2008/2009 Helena Paulsson
- 2007/2008 Linde Lindkvist
- 2006/2007 Karin Ahonen Ström
- 2005/2006 Lina Balbuckaite
- 2004/2005 Katja Laffrezen
- 2003/2004 Sofia Jerneck
- 2002/2003 Ander Petersson
- 2001/2002 Johan Rutgersson
- 2000/2001 -
- 1999/2000 Jon Åström
- 1998/1999
- 1997/1998
- 1996/1997 Christoffer Sjöholm
- 1995/1996 Anna Bolin
- 1994/1995 Rikard Bengtsson
- 1993/1994 Svante Werger
- 1992/1993 Karin Fredrikzon
- 1991/1992 Pernilla Stahl
- 1990/1991 Mikael af Malmborg
- 1989/1990 Annika Thunborg
- 1988/1989 Påhl Ruin
- 1987/1988 Påhl Ruin
- 1986/1987 Birger Karlsson
- 1985/1986 Anders Pedersen
- 1984/1985 Anders Pedersen
- 1983/1984 Bo Petersson
- 1982/1983 Anders Tilly
- 1981/1982 Anders C. Berggren
- 1980/1981 Anders C. Berggren
- 1979/1880 Jan Tuma
- 1978/1979 Magnus Nordin
- VT 1977 Magnus Nordin
- 1977 Leif Alsheimer
- 1976 Leif Alsheimer
- 1975 Leif Alsheimer
- 1974 Hans Göran Tommila
- 1973 Thomas Zetterberg
- HT 1972 Thomas Hörberg
- 1971/1972 Johan René
- 1970/1971 Stefan Häthén
- VT 1970 Johan Zethraeus
- 1969 Fredrik Vahlqvist
- 1968 Lars Emellin
- 1967 Ola Mårtensson
- 1966 Bengt-Olof Nilsson
- 1965 Nils-Åke Gussing
- 1964 Lave Johansson
- 1963 Martin Petersson
- 1962 Nordal Åkerman
- HT 1961 Bo-Gunnar Hemtke
- 1960/1961 Carl-Erhard Lindahl
- 1959/1960 Göran Bäckstrand
- 1958/1959 Hans Klette
- 1957/1958 Verner Thorsen
- 1956/1957 Carl-Axel Gemzell
- 1955/1956 Olof Wahlgren
- 1954/1955 Olof Ruin
- 1953/1954 Jörgen Weibull
- 1952/1953 Jörgen Weibull
- 1951/1952 Bertil Wedin
- 1950/1951 Bertil Wedin
- 1949/1950 Holger Arbman
- 1948/1949 Holger Arbman
- 1947/1948 Holger Arbman
- 1946/1947 Holger Arbman
- 1945/1946 Erik Fahlbeck
- 1944/1945 Erik Fahlbeck
- 1943/1944 Maxwell Overton
- 1942/1943 Harald Rasmusson
- 1941/1942 Harald Rasmusson
- 1940/1941 Folke Schmidt
- 1939/1940 Beril Malmberg
- 1938/1939 Sven Dahl
- 1937/1938 Alarik Rynell
- 1936/1937 Johannes Hedberg
- VT 1935 Gösta Lindeberg (Grundare)